# Maurétanie césarienne
Ie siècle
La Maurétanie césarienne est une province de l'Empire romain. Anciennement, partie orientale du royaume de Maurétanie, qui englobait l'actuelle Algérie centrale et occidentale et une partie du nord marocain. 

## Histoire de la province d'Afrique
| ÉVOLUTION DE LA PROVINCE AFRICAINE | ÉVOLUTION DE LA PROVINCE AFRICAINE                 | ÉVOLUTION DE LA PROVINCE AFRICAINE                 | ÉVOLUTION DE LA PROVINCE AFRICAINE                 | ÉVOLUTION DE LA PROVINCE AFRICAINE      | ÉVOLUTION DE LA PROVINCE AFRICAINE      | ÉVOLUTION DE LA PROVINCE AFRICAINE | ÉVOLUTION DE LA PROVINCE AFRICAINE | ÉVOLUTION DE LA PROVINCE AFRICAINE |
| ---------------------------------- | -------------------------------------------------- | -------------------------------------------------- | -------------------------------------------------- | --------------------------------------- | --------------------------------------- | ---------------------------------- | ---------------------------------- | ---------------------------------- |
| Début de la conquête romaine       | Carthage                                           | Carthage                                           | Carthage                                           | Royaume de Numidie orientale (Massyles) | Royaume de Numidie orientale (Massyles) | Numidie occidentale (Massaessyles) | Numidie occidentale (Massaessyles) | Maurétanie                         |
| de 146 av. J.-C.                   | Afrique                                            | Afrique                                            | Afrique                                            | Numidie                                 | Numidie                                 | Numidie                            | Numidie                            | Maurétanie                         |
| de 105 av. J.-C.                   | Africa (après annexion d'une partie de la Numidie) | Africa (après annexion d'une partie de la Numidie) | Africa (après annexion d'une partie de la Numidie) | Numidie orientale                       | Numidie orientale                       | Maurétanie,                        | Maurétanie,                        | Maurétanie,                        |
| de 45 av. J.-C.                    | Africa Vetus                                       | Africa Vetus                                       | Africa Vetus                                       | Africa Nova                             | Numidie orientale                       | Maurétanie,                        | Maurétanie,                        | Maurétanie,                        |
| de 27 av. J.-C.                    | Afrique Proconsulaire                              | Afrique Proconsulaire                              | Afrique Proconsulaire                              | Afrique Proconsulaire                   | Afrique Proconsulaire                   | Maurétanie                         | Maurétanie                         | Maurétanie                         |
| de 41 apr. J.-C.                   | Afrique Proconsulaire                              | Afrique Proconsulaire                              | Afrique Proconsulaire                              | Afrique Proconsulaire                   | Afrique Proconsulaire                   | Maurétanie Césarienne              | Maurétanie Césarienne              | Maurétanie Tingitane               |
| de 193                             | Afrique Proconsulaire                              | Afrique Proconsulaire                              | Afrique Proconsulaire                              | Numidie                                 | Numidie                                 | Maurétanie Césarienne              | Maurétanie Césarienne              | Maurétanie Tingitane               |
| Après la réforme de Dioclétien     | Tripolitaine                                       | Bizacène                                           | Zeugitane                                          | Numidie                                 | Numidie                                 | Maurétanie Sitifienne              | Maurétanie Césarienne              | Maurétanie Tingitane               |

## Un important royaume client
La Maurétanie fut d'abord un royaume client de Rome sous Bocchus et Juba II, « le plus savant des rois ». Le statut du royaume n'était pas cependant celui d'une réelle indépendance : dès le règne d'Auguste, des colonies romaines sont installées dans le royaume.

Maurétanie-Numidie-Afrique, villes et routes, vers 150
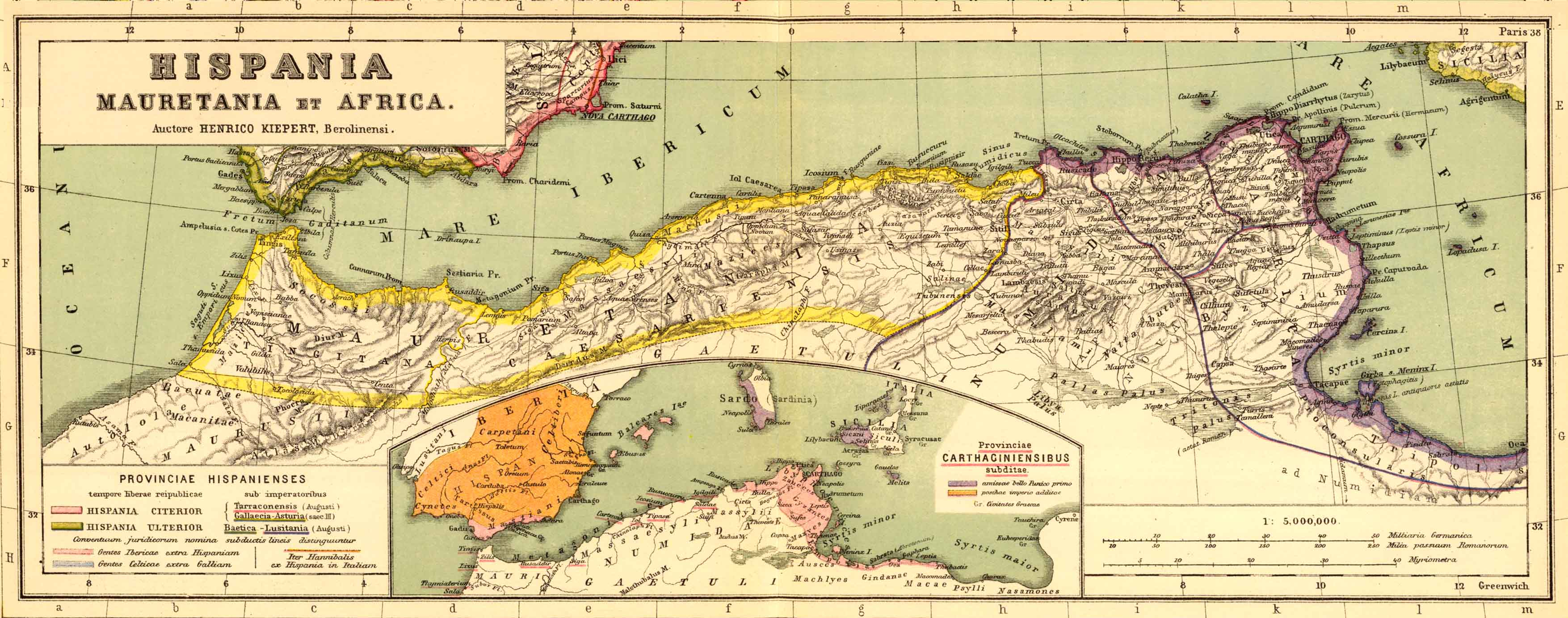
Heinrich Kiepert, Mauretania et Africa, Atlas antiquus (1861)
Afrique romaine après la réforme de Dioclétien
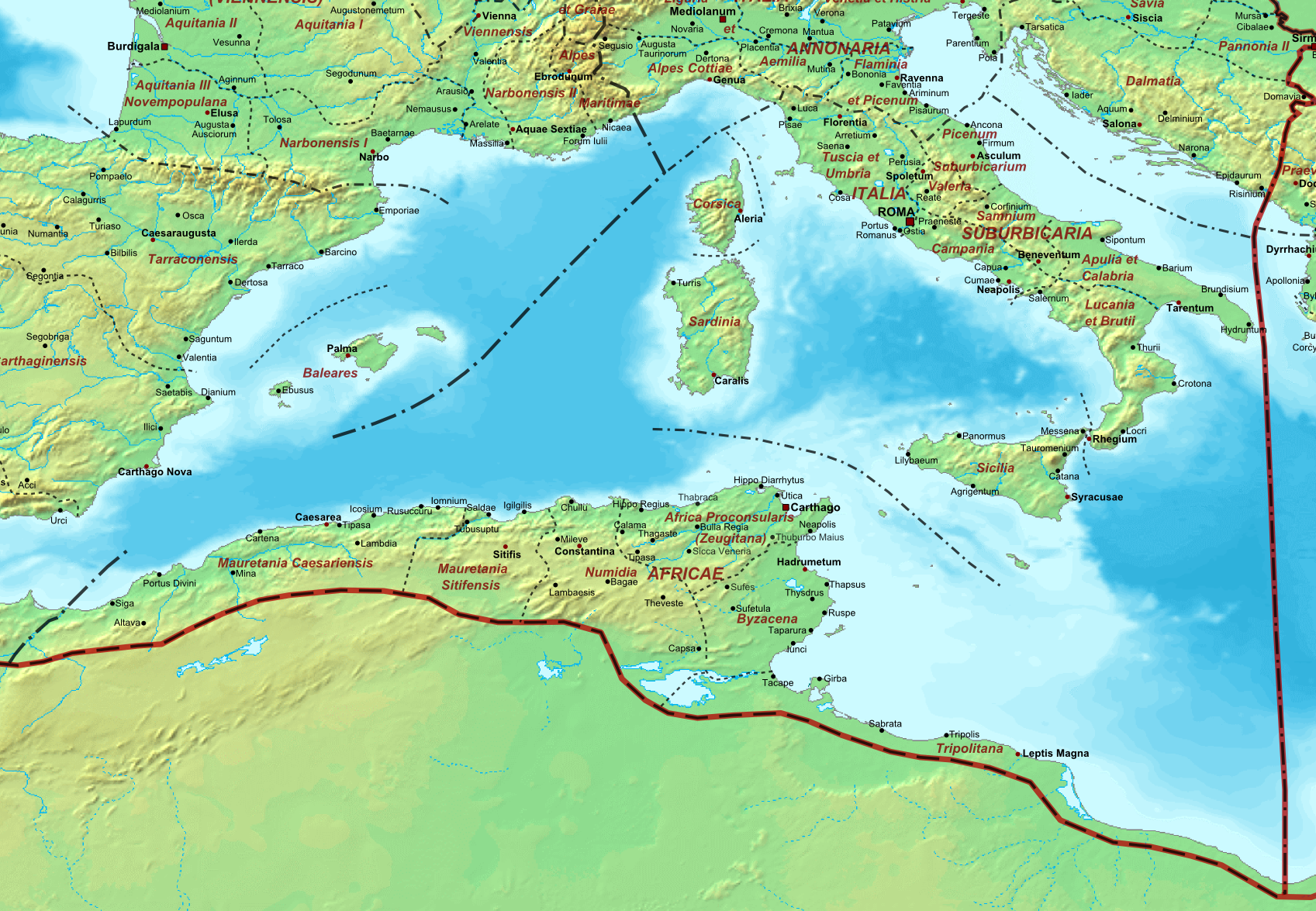
Diocèse d'Afrique, 400

## La provincialisation
La Maurétanie passe sous administration romaine directe à la fin du règne de Caligula. En 40, ce dernier élimina le dernier roi de Maurétanie, Ptolémée, en raison de sa participation possible à un complot destiné à le renverser. L'assassinat de Caligula, peu de temps après, l'empêcha d'organiser cette prise de contrôle, et ce fut Claude qui transforma le royaume en deux provinces : la Maurétanie césarienne qui tire son nom de sa capitale Césarée (actuelle Cherchell) sur un territoire correspondant au centre et à l'ouest de l'actuelle Algérie, capitale de l'ancien royaume; à l'ouest la Maurétanie tingitane, comme sa jumelle, avec Tingis comme capitale, sur un territoire correspondant au nord de l'actuel Maroc.
Lors de la transformation en province, la région de Césarée ne manifesta pas réellement d'hostilité, à la différence de la Tingitane, soulevée par Aedemon, un affranchi de Ptolémée qui s'appuya sur les tribus de Maures. Une fois la révolte écrasée en 42, les deux provinces sont confiées à des procurateurs. Par la suite, ces derniers reçurent un salaire de 200 000 sesterces, le poste de Césarienne étant plus haut placé dans la hiérarchie que celui de Tingitane.
La Césarienne avait une importante garnison militaire romaine, mais constituée uniquement de troupes auxiliaires. Si toutefois la présence de légionnaires était nécessaire, le procurateur pouvait recevoir le titre de prolegat pour pouvoir les diriger. Lors de la guerre contre les Maures, durant le règne d'Antonin le Pieux, l'armée de la province fut appuyée par des troupes légionnaires venues de Bretagne et des troupes auxiliaires venues de Pannonie. À la fin du IIe siècle, la province comptait environ 16 cohortes et 5 ailes dont une milliaires, soit un total théorique de plus de 10 000 hommes.

## Un territoire provincial mouvant
En 41, le territoire directement contrôlé par Rome ne représente qu'une étroite bande littorale. Par la suite, sous Hadrien, le contrôle est reporté à l'intérieur grâce à une ligne de forts reliés par des routes le long d'un axe est-ouest. Certains de ces forts furent à l'origine du développement d'agglomérations, comme celui de Rapidum.
Enfin, sous Septime Sévère le territoire provincial contrôlé directement connaît sa plus grande extension, la frontière étant encore reportée plus au sud, le long de la nova praetentura, route militaire jalonnée de camps dont les plus occidentaux (Numerus Syrorum) surveillaient la zone de contact avec la Tingitane que Rome eut toujours du mal à occuper.

## Des révoltes d'ampleur discutées
La question du rapport des Maures à la conquête puis à l'administration romaine a suscité de nombreux travaux historiques et parfois d'âpres polémiques. Si une historiographie coloniale française a d'abord dépeint ces Maures comme rebelles et inassimilables, leur révolte furent ensuite assimilées à une résistance (notamment pour Marcel Bénabou, en 1976). P.-A. Février a cependant appelé à fortement relativiser cette menace maure, et a mis l'accent sur le caractère très littéraire des sources insistant sur ces révoltes. Si de grandes révoltes sont attestées, comme sous Antonin le Pieux, on n'imagine plus aujourd'hui la Césarienne comme une province où les guerres et les rébellions sont permanentes, et l'on met aussi plus en valeur les liens existant entre Rome et les tribus : alliances, liens de patronage et de clientèle, recrutements militaires, administrations indirectes (par l'intermédiaire des principes gentis, puis des praefecti gentis). Ainsi les troubles de 227 ne doivent pas nécessairement être vus comme un vaste soulèvement mais comme une conséquence locale d'opération de recensement (selon Michel Christol par exemple). La seconde partie du  IIIe siècle voit des soulèvements plus importants se développer à l'est de la province, et donner lieu à de véritables guerres.

## Les changements duIIIesiècle
Au  IIIe siècle, à partir de 253 environ, dans la région d'Auzia, des soulèvements importants ont lieu, concernant les peuples de Bavares, des Quinquegentiens et des Fraxinenses, avec leur chef Faraxen. ces soulèvements menacent la province voisine de Numidie. L'agitation dure jusqu'à la fin du siècle, avec des périodes plus ou moins violentes. Il revient au tétrarque Maximien de ramener l'ordre par son expédition de 297-298. Nul doute aussi que des alliances avec de grands chefs maures, comme les ancêtres de Firmus et Gildon aidèrent aussi à ramener la paix.
Dans le cadre de la réorganisation des provinces la Césarienne fut divisée en deux provinces : la Césarienne à l'ouest de l'ancien territoire et autour de Césarée et la Sitifienne à l'est autour de Sitifis (actuelle Sétif), ville prospère dans l'antiquité tardive comme l'on montré les recherches de P.-A. Février. Il semble que le nouveau découpage provincial soit entré en vigueur en 303, en même temps que la réorganisation des autres provinces africaines, sur la base d'une subdivision antérieure qui aurait divisée l'ancienne province en deux régions, peut-être des districts militaires.
Si, pour C. Courtois, la dissidence des Maures nomades de l'intérieur avait réduit la Césarienne à nouveau à une étroite bande côtière fortement diminuée à l'ouest, les recherches tendent actuellement à démontrer que le contrôle romain ne fut pas si diminué. La région n'échappe complètement à Rome qu'après l'invasion des Vandales au Ve siècle.
Après les Vandales, Mastigas, chef berbère prend en main une partie de la Maurétanie Césarienne.

## La fin de la présence romaine
Au VIe siècle, la reconquête de Justinien Ier établit une tête de pont byzantine autour de Septem Fratres/Ceuta/Sabta. Son gouverneur byzantin est en même temps responsable nominal de l'Espagne et de la Gaule. Le dernier, Julien, aurait contribué à faire passer les conquérants arabo-berbères en Espagne en 722.

## Informations diverses

### Liste de quelques cités de Maurétanie-Césarienne
- Ikosim, Icosium (Alger)
- Caesarea / Césarée de Maurétanie (Cherchell)
- Saldae (Béjaïa)
- TasaCorra aujourd'hui Sig (wilaya de Mascara)
- Rapidum (Sour Djouab)
- Sitifis (Sétif)
- Serteïa-Anicens, aujourd'hui les ruines de Kherbet-Guidra
- Siga

#### Romanité
- Province d'Afrique proconsulaire (de -146 à 429/535, 593-698, capitale Utique puis Carthage,
- Afrique romaine (de -146 à 711), province romaine
  - Liste des gouverneurs romains de la Maurétanie tingitane (en)
  - Dux limitis Mauretaniae Caesariensis (en)
  - Maurétanie tingitane (de -42 à 429/435), "Maurétanie césarienne" (de -42 à 670c), Maurétanie sétifienne (293-585)
  - Romanisation (histoire), roman africain (langue), romano-africain (peuple)
  - Liste des noms latins des villes d'Afrique, colonies romaines en Afrique du Nord (en)
  - Voies romaines en Afrique du Nord, Itinéraire d'Antonin (220/230)
  - Liste des ports antiques en Afrique du Nord
  - Piraterie en Méditerranée antique, Lex Gabinia (-67), guerre des pirates de Pompée (-67)
  - Bâtiments et structures de  l'époque romaine en Afrique du Nord (en)
  - Monuments romains en Algérie, en Tunisie, en Libye
  - Systèmes défensifs de l'Afrique romaine
  - Littérature latine d'Afrique romaine
  - Sites archéologiques en Algérie,
  - Musée public national de Cherchell
- Ius italicum, Tabula Banasitana (171), Édit de Caracalla (212) (citoyenneté romaine pour les pérégrins), Édit de Banasa (216)

- Antiquité tardive, Gouverneur romain, Notitia dignitatum,
- Liste des diocèses de l'Empire romain tardif, Liste des provinces du Bas-Empire
- Diocèse d'Afrique (314-432), dépendant de la Préfecture du prétoire d'Italie (Empire romain d'Occident (395-476)
  - la "Maurétanie tingitane" dépendant de la Préfecture du prétoire des Gaules (337-477) (Empire romain d'Occident)

#### Après 400
- Notitia provinciarum et civitatum Africae (484/490)
- Déclin de l'Empire romain d'Occident en Afrique
  - Royaume des Maures et des Romains (429-578)
  - Royaume du Ouarsenis (430-535)
  - Royaume vandale d'Afrique (435-534)
  - Royaume de Capsus
  - Royaume de l'Aurès (484-703)
- Bélisaire (500-565), Jean l'Arménien, Solomon (gouverneur)
- Guerre des Vandales (533-534), Gélimer (dernier roi vandale, 530-534)
- Guerres byzantino-maures (en) (533-548)
- Préfecture du prétoire d'Afrique (534-591, Empire byzantin)
- Royaume d'Altava (578-708)
- Exarchat de Carthage (591-698)
- Conquête musulmane du Maghreb (647-709)
- Ifriqiya (Constantinois, Tunisie, Tripolitaine)